# Searchlight
Searchlight – jednostka osadnicza w Stanach Zjednoczonych, w stanie Nevada, w hrabstwie Clark.